# Dioclea fimbriata
Dioclea fimbriata är en ärtväxtart som beskrevs av Huber. Dioclea fimbriata ingår i släktet Dioclea och familjen ärtväxter. IUCN kategoriserar arten globalt som livskraftig. Inga underarter finns listade i Catalogue of Life.